# Rothenbach (Schwarzbach)
Pour les articles homonymes, voir Rothenbach.
Le Rothenbach est un ruisseau qui coule dans le pays de Bitche en Moselle. C'est un affluent du Schwarzbach et donc un sous-affluent du Rhin. Avant de confluer avec le Moosbach, le ruisseau s'appelle Zinselbach.
Le ruisseau alimente certains des étangs les plus célèbres du pays de Bitche : l'étang de Tabac, l'étang du Glasbronn, l'étang d'Erbsenthal et le Grafenweiher (disparu).

## Hydronymie
De sa source à l'étang de Glasbronn, le ruisseau s'appelle Zinselbach, le « ruisseau affluent », nom repris par les écarts disparus d'Altzinsel et de Neuzinsel.
L'hydronyme Rothenbach est composé du préfixe Roth, de l'allemand Rodung qui désigne un endroit défriché, et du suffixe Bach, « le ruisseau ». D'autres toponymes à proximité du ruisseau héritent de ce même préfixe :
- Rothenberg, colline située au sud du ruisseau le long de la route forestière du Landersberg ;
- Rothenburg, ruines d'un château situé sur l'extrémité nord de la colline précédente ;
- Rothenbruch, tourbière et réserve biologique intégrale faisant partie de la réserve naturelle nationale des rochers et tourbières du pays de Bitche[4], située à l'est de la colline et au sud du ruisseau[1] ;
- Rothenbrunnen, écart disparu de Baerenthal, situé au pied du château, juste au bord du ruisseau[5],[6].

## Histoire
Le Rothenbach, sur sa portion du Rothenbourg au Grafenweiher, a une longue histoire de frontière naturelle. Durant l'Antiquité déjà, il marquait sur cette portion la frontière entre la Gaule belgique et la Germanie ou Germanie supérieure. Cette frontière devient par la suite la frontière entre la Lorraine et l'Alsace, et plus tard, entre le comté de Bitche et celui de Lichtenberg. La frontière entre l'Alsace et la Lorraine est déplacée plus à l'est en 1793 lorsque Baerenthal et Philippsbourg sont réunis à la France et intégrés au district de Bitche. La frontière historique subsiste néanmoins encore de nos jours comme frontière communale entre Philippsbourg et Sturzelbronn.
Entre les deux guerres mondiales, dans le cadre de la construction de la ligne Maginot, la vallée est aménagée par l’Armée française qui canalise le Rothenbach et le ponctue de barrages dans le but d’inonder la vallée en cas d’attaque allemande. De nombreuses casemates sont construites le long du ruisseau et son lit est creusé pour servir de fossé antichar. Le remblai généré par la canalisation du Rothenbach en amont du Grafenweiher a été déposé sur la rive gauche du chenal, barrant ainsi l'écoulement des fossés et des petits affluents du ruisseau.
Depuis le début des années 2010, un programme de renaturation du ruisseau est en place. Des épis ont notamment été installés le long du cours d'eau dans le cadre de l’opération européenne Natura 2000 pour diversifier sa vitesse d’écoulement. Les retours du point de vue du développement de la faune sont très positifs ; une recrudescence de certaines espèces patrimoniales comme la truite fario, les écrevisses des torrents, la lamproie de Planer et le chabot a pu être observée.

## Géographie

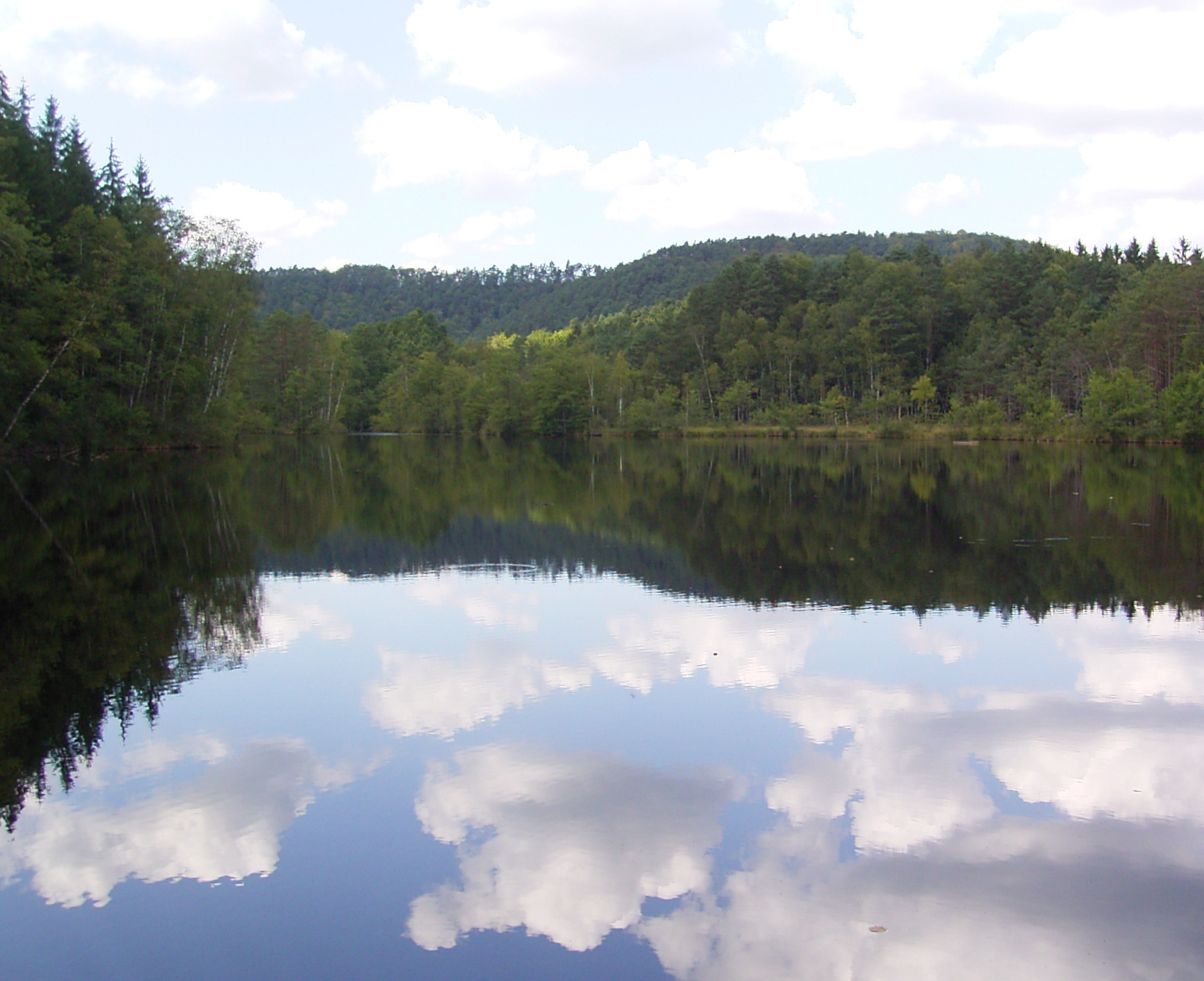
L'étang d'Erbsenthal ou Erbsenweiher.

Initialement appelé Zinselbach, le ruisseau prend source dans le Haspelscheidtthal, au pied du camp militaire de Bitche, à une altitude de 268 m environ. Ce n'est que quelques mètres plus en aval qu'il alimente l'étang de Tabac ou Tabacksdeich, étang protégé depuis 1988 par une réserve biologique dirigée. Le Zinselbach continue ensuite sa course vers le nord-est le long de la route forestière Noire puis passe sous la route forestière Zinsel. C'est quelques mètres plus au sud, au bord de cette route, que se trouvait autrefois la ferme de Neuzinsel. Près d'un kilomètre plus loin, le ruisseau tourne en direction du sud-est juste avant d'alimenter quelques étangs dont notamment l'étang du Glasbronn. Une centaine de mètres après la sortie de cet étang, le Zinselbach récupère les eaux de son affluent principal, le Moosbach, et devient le Rothenbach.
Le ruisseau passe ensuite sous la route forestière du Moosbach et à côté de la casemate de Glasbronn, puis continue sa course vers l'étang d'Erbsenthal, qu'il atteint après 400 m environ. Au bord de cet étang, se trouvait autrefois le domaine de l'Erbsenthal, dont subsiste aujourd'hui toujours la chapelle Notre-Dame-des-Bois. C'est aussi à la sortie de cet étang que le sentier de grande randonnée 532 ou GR 532 passe par-dessus le Rothenbach. Plus loin, le ruisseau marque la frontière entre les communes d'Éguelshardt et de Sturzelbronn et passe à côté de l'écart disparu d'Altzinsel. Après cela, il abandonne la commune d'Éguelshardt pour marquer la frontière entre Sturzelbronn et Philippsbourg.
Le ruisseau arrive ensuite au pied du Rothenberg, colline dominée par le château en ruines dit Rothenbourg. C'est au niveau du parking permettant l'accès au château que se trouvait jadis l'écart de Rothenbrunnen, aujourd'hui disparu. Le Rothenbach continue ensuite sa course vers l'est sur près de deux kilomètres et passe notamment au nord de la réserve biologique intégrale du Rothenbruch et de plusieurs casemates du secteur fortifié des Vosges de la ligne Maginot. Selon les sources, il rejoint le Muehlenbach soit dès le pied du Nonnenkopf, soit un kilomètre plus loin à proximité de l'ancien Grafenweiher, moins d'une centaine de mètres avant la frontière entre les départements de la Moselle et du Bas-Rhin.
C'est à partir de sa confluence avec le Muehlenbach que ce dernier prend le nom de Schwarzbach.

## Communes traversées
- Éguelshardt
- Bitche
- Sturzelbronn
- Philippsbourg[1],[12]

## Affluents
- Moosbach[1],[12]